# زنبق وینکلر
زنبق وینکلر (نام علمی: Iris winkleri) نام یک گونه از سرده زنبق است.